# MOTEL (B'zの曲)
「MOTEL」（モーテル）は、日本の音楽ユニット・B'zの楽曲。1994年11月21日にBMGルームスより15作目のシングルとして発売された。

## 概要
前作『Don't Leave Me』以来9か月ぶりのシングル。
約1年にも及んだアルバムツアー『B'z LIVE-GYM '94 "The 9th Blues"』のPart1、Part2の合間にレコーディングされた4曲のうちの2曲をシングル化したもので、同ツアーの最中にリリースされた。
B'zが現在の手法（スタジオ入りした後、初めて2人で作曲と作詞を、同時進行する）で楽曲制作をする前の最後のシングルであり、本作をもって制作チームB+U+Mが解散することとなった。
オリコン週間ランキングでは初登場1位を獲得。前作に続き初動で70万枚を突破し、ミリオンヒットを記録した。2006年5月時点で、売上枚数131万6300枚を記録している。

## 収録曲
| 全作詞: 稲葉浩志、全作曲: 松本孝弘、全編曲: 松本孝弘・明石昌夫。 |                      |          |            |      |
| #                                                                | タイトル             | 作詞     | 作曲・編曲 | 時間 |
| 1.                                                               | 「MOTEL」            | 稲葉浩志 | 松本孝弘   | 4:24 |
| 2.                                                               | 「hole in my heart」 | 稲葉浩志 | 松本孝弘   | 3:19 |
| 合計時間:                                                        | 合計時間:            | 7:43     |            |      |

## 楽曲解説
1. MOTEL
  - 『B'z LIVE-GYM '94 "The 9th Blues" <PART 2>』で未発表曲として先行披露されていた。
  - 歌詞は、稲葉が夏に終戦記念のテレビを見ていて、「どうしたら昔やった事に対して罪を償えるのか」と考えた時に浮かんだと語っている[4]。
  - MVは、牢屋に閉じ込められている2人が演奏しているというもの。映像はセピア色に加工されており、ワンコーラス（1番Bメロまでと2番サビのみ）しか存在しない[5]。
  - オリジナル・アルバムには未収録であり、ベスト・アルバムにのみ収録されている。
  - 1994年12月2日放送の『ミュージックステーション』では、「いつかのメリークリスマス」と共に演奏された[6]。
  - 2003年に行われた『B'z LIVE-GYM 2003 "BIG MACHINE"』以降暫く演奏されていなかったが、2012年に行われた全米ツアー『B'z LIVE-GYM 2012 -Into Free-』及び凱旋ツアー『B'z LIVE-GYM 2012 -Into Free- EXTRA』で約9年ぶりに演奏された。
2. hole in my heart
  - エゴについて歌った楽曲。
  - マスト・アルバム『B'z The "Mixture"』にリミックスバージョンが収録されている。

## タイアップ
- 三貴「ブティックJOY」CMソング（#1）

## 参加ミュージシャン
- 松本孝弘:ギター、全曲作曲・編曲
- 稲葉浩志:ボーカル、全曲作詞
- 明石昌夫:ベース、全曲編曲
- 青山純:ドラム
- 増田隆宣:ハモンドオルガン
- 小野塚晃:ピアノ（#1）
- JUNICHI HIIRO Strings:ストリングス（#1）
- 数原晋ブラスセクション:ブラス（#2）
- 鈴木康志:コーラス（#1）
- B+U+M

## 収録アルバム
MOTEL
- B'z TV STYLE II Songless Version（TV STYLE）
- B'z The Best "Treasure"
- B'z The Best "ULTRA Treasure"
- B'z The Best XXV 1988-1998

hole in my heart
- B'z The "Mixture"（-Mixture mix-）

## ライブ映像作品
MOTEL
- B'z LIVE-GYM Hidden Pleasure 〜Typhoon No.20〜
- EPIC DAY（特典DVD）
- B'z COMPLETE SINGLE BOX（特典DVD）
- B'z LIVE-GYM 2017-2018 “LIVE DINOSAUR”